# Makelaarsstokje
Onder een makelaarsstokje (ook wel genoemd: makelaarsstafje) wordt in Nederland verstaan: een houten langwerpig voorwerp, meestal zo'n 20 cm lang, met daarop meestal in zilver zichtbaar de aanduiding van de stad van uitgifte, bedoeld om een gediplomeerd makelaar  mee te onderscheiden. Het gebruik van het makelaarsstokje werd in 1636 verplicht gesteld om de makelaar van de 'beunhaas' te kunnen onderscheiden. Bij een transactie met onroerende goederen diende de makelaar zijn makelaarsstokje te tonen ten bewijze van zijn bevoegdheid. Dit gebruik heeft tot in de 18e eeuw voortgeduurd. Het makelaarsstokje had dus grote praktische betekenis voor zowel de makelaar als bemiddelaar en de consument. Zo was in de 'Handvesten van Amsterdam in 1678 te lezen:
Opdat koopluyden versekert mogen sijn dat sy hunne partijen met geadmiteerde Makelaars hebben gedaan, soo sullen alle Makelaars verpligt syn in 't aan-presenteeren en sluyten der partyen te vertoonen hun Makelaars stafjen, stokjen of teken, waarop het wapen en merk uytgedrukt staat.

## Tegenwoordig gebruik
Het makelaarsstokje is thans louter historisch en niet meer verplicht. Wel geeft de belangenvereniging NVM haar leden bij een jubileum nog een (meer modern uitgevoerd) makelaarsstokje ten geschenke.